# Pajapan (kommun)
Pajapan är en kommun i Mexiko.   Den ligger i delstaten Veracruz, i den sydöstra delen av landet, 500 km öster om huvudstaden Mexico City.
Följande samhällen finns i Pajapan:
- Pajapan
- Jicacal
- El Pescador
- José María Morelos